# Бобков, Владимир Васильевич
Влади́мир Васи́льевич Бобко́в (бел. Уладзімір Васільевіч Бабкоў; 31 октября 1936, Папоротное, Жлобинский район — 5 мая 2020) — советский и белорусский математик, доктор физико-математических наук, профессор кафедры вычислительной математики факультета прикладной математики и информатики Белорусского государственного университета.

## Биография
Родился 31 октября 1936 года в селе Папоротное Жлобинского района Гомельской области в семье сельских учителей. С серебряной медалью окончил Стрешинскую СШ Жлобинского района, в 1954 году поступил в Белорусский государственный университет на отделение математики физико-математического факультета (окончил в 1959 году). Доцент кафедры вычислительной математики (1965), профессор (1987), заведующий кафедрой (1973—1984, 1996—н.в.). В 1961 году поступил в аспирантуру БГУ на очное отделение по специальности «Вычислительная математика», 24 апреля 1964 года защитил диссертацию на тему «Метод интегральных соотношений для уравнений и систем гиперболического типа» (научный руководитель — академик АН БССР В. И. Крылов). 15 сентября 1989 года утверждён в звании профессора. В 1995 году защитил докторскую диссертацию «Одношаговые методы численного решения жестких систем».

## Научная деятельность
Основные научные интересы — вычислительная математика, в том числе Методы численного решения эволюционных задач для дифференциальных уравнений (разработка вычислительных алгоритмов, ориентированных на использование современной компьютерной техники). Является лауреатом Государственной премии БССР в области науки и техники (1978), в 1991 году удостоен первой премии в конкурсе к 70-летию БГУ на лучшую совместную работу по физике и математике среди сотрудников БГУ и АН Республики Беларусь. Автор 10 книг, которые входят в списки основной литературы по математике и физике в Белоруссии и за её пределами. С 1971 года неизменно входил в число авторов программ курсов «Методы вычислений» и «Численные методы», утверждаемых в качестве типовых для всех университетов СССР. Подготовил 5 кандидатов наук.
Занимаемые посты:
- Член Учёного совета факультета прикладной математики и информатики БГУ
- Член методической и экспертной комиссий ФПМИ БГУ
- Ответственным за специальность «Прикладная математика» на ФПМИ
- Председателем секции «Прикладная математика» УМО ЕНО вузов Республики Беларусь
- Членом секции магистратуры «Прикладная математика и информатика» УМО ЕНО вузов Республики Беларусь
- Руководителем научно-методического семинара кафедры
- Заместитель ответственного редактора журнала «Вестник Белорусского университета» (серия 1)

### Избранные труды
Учебные пособия с грифом Минвуза СССР или Минвуза БССР
- Крылов В. И., Бобков В. В., Монастырный П. И. Вычислительные методы высшей математики, т. 1. — Минск: Вышэйшая школа, 1972. — 584 с.
- Крылов В. И., Бобков В. В., Монастырный П. И. Вычислительные методы высшей математики. т. 2. — Минск: Вышэйшая школа, 1975. — 672 с.
- Крылов В. И., Бобков В. В., Монастырный П. И. Вычислительные методы, т. 1. — М.: Наука, 1976. — 304 с.
- Крылов В. И., Бобков В. В., Монастырный П. И. Вычислительные методы, т. 2. — М.: Наука, 1977. — 400 с.

Монографии
- Крылов В. И., Бобков В. В., Монастырный П. И. Начала теории вычислительных методов. Дифференциальные уравнения. — Минск: Наука и техника, 1982. — 286 с.
- Крылов В. И., Бобков В. В., Монастырный П. И. Начала теории вычислительных методов. Интерполирование и интегрирование. — Минск: Наука и техника, 1983. — 287 с.
- Крылов В. И., Бобков В. В., Монастырный П. И. Начала теории вычислительных методов. Интегральные уравнения, некорректные задачи и улучшение сходимости. — Минск: Наука и техника, 1984. — 263 с.
- Крылов В. И., Бобков В. В., Монастырный П. И. Начала теории вычислительных методов. Линейная алгебра и нелинейные уравнения. — Минск: Наука и техника, 1985. — 280 с.
- Бобков В. В., Городецкий Л. М. Избранные численные методы решения на ЭВМ инженерных и научных задач. — Минск: Университетское, 1985. — 175 с.
- Крылов В. И., Бобков В. В., Монастырный П. И. Начала теории вычислительных методов. Уравнения в частных производных. — Минск: Наука и техника, 1986. — 311 с.

Статьи
- Бобков, В. В., Вакульчик, В. В., Репников, В. И. МЕТОДЫ ЧИСЛЕННОГО АНАЛИЗА № ТД-G.258/тип., 2010
- Бобков, В. В.; Вакульчик, П. А.; Репников, В. И. МЕТОДЫ ЧИСЛЕННОГО АНАЛИЗА № ТД-G.266/тип., 2010
- Бобков, В. В.; Полевиков, В. К. ЧИСЛЕННЫЕ МЕТОДЫ МАТЕМАТИЧЕСКОЙ ФИЗИКИ. № ТД-G.265/тип. 2010
- Бобков, В. В.; Мандрик, П. А.; Репников, В. И. Адаптивные методы численного решения жестких систем, 1993
- Мандрик, П. А.; Бобков, В. В.; Репников, В. И.; Самусенко, А. В.; Полевиков, В. К.; Никифоров, И. В.; Шалима, В. Н.; Фалейчик, Б. В.; Тетерев, А. В. Разработка методов решения дифференциальных задач повышенной сложности : отчет о НИР(заключительный) / БГУ; науч. рук. П. А. Мандрик.
- Бобков, В. В. Спектрально-монотонные приближения матричной экспоненты и их приложения
- Бобков, В. В.; Фалейчик, Б. В. Решение начальных задач на основе принципа дифференциальных невязок
- Бобков, В. В. Переменного порядка точности методы численного интегрирования дифференциальных уравнений
- Бобков, В. В. Численное моделирование начальных задач на основе принципа обратной связи
- Бобков, В. В. Новые варианты метода дифференциальных невязок
- Бобков, В. В. К вопросу о погрешности аппроксимации дифференциальных уравнений
- Бобков, В. В. Некоторые аспекты численного моделирования эволюционных задач
- Бобков, В. В. Многоэтапные алгоритмы численного моделирования эволюционных задач
- Бобков, В. В. Многоэтапные методы численного решения эволюционных задач
- Бобков, В. В. Построение вычислительных алгоритмов для начальных задач с использованием принципа обратной связи, 2016

## Награды и премии
- Медаль «В ознаменование 100-летия со дня рождения Владимира Ильича Ленина» (1970)[3]
- Грамота Верховного Совета БССР (1971)[3]
- Государственная премия БССР в области науки и техники (1978)[3]
- Нагрудный знак Минвуза СССР «За отличные успехи в работе в области народного образования СССР» (1982)[3]
- Медаль «Ветеран труда» (1990)[6]
- Почётная грамота Кабинета Министров Республики Беларусь (1996)[6]
- Нагрудный знак «Отличник образования Республики Беларусь» (2000)[6]
- Почётная грамота Национального собрания Республики Беларусь (2001)[6]